# Idiocera moghalica
Idiocera moghalica är en tvåvingeart som först beskrevs av Alexander 1961.  Idiocera moghalica ingår i släktet Idiocera och familjen småharkrankar. Inga underarter finns listade i Catalogue of Life.